# Eisernes Kreuz (Ukrainische Volksrepublik)

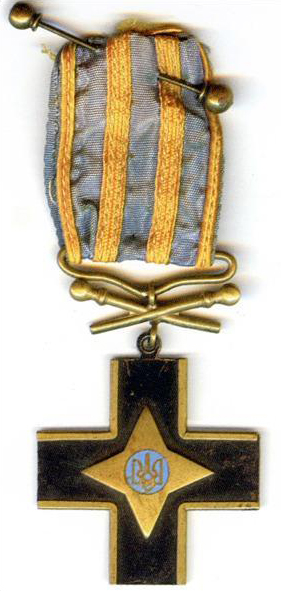
Eisernes Kreuz

Das Eiserne Kreuz (ukrainisch Залізний хрест) war eine Kriegsauszeichnung der Ukrainischen Volksrepublik (UNR).

## Geschichte
Hetman Pawlo Skoropadskyj unternahm den Versuch, im Ukrainischen Staat ein staatliches Auszeichnungssystem einzuführen. Im Sommer 1918 wurde auf seinen Befehl beim Generalstab des Heeres eine eigene Kommission für die Entwicklung und Herstellung militärischer Auszeichnungen gebildet. Am 10. Januar 1919 verabschiedete der Rat der Volksminister der UNR eine Resolution über künftige Auszeichnungen. Das Eiserne Kreuz sollte eine Kriegsauszeichnung für „Heldentaten im nationalen Befreiungskrieg“ werden.
Nach dem Ende des Ersten Winterfeldzugs wies der Rat der Volksminister der UNR am 15. Mai 1920 den Kriegsminister an, einen Gesetzentwurf über das Eiserne Kreuz vorzulegen. Die Auszeichnung wurde durch einen von Symon Petljura am 19. Oktober 1920 unterzeichneten Befehl des Hauptkommandos der Armee und Marine der UNR genehmigt. Die Eisernen Kreuze wurden in Warschau und Lwiw hergestellt und die Verleihung begann Ende 1920. Es war die einzige Kriegsauszeichnung der Armee der UNR während des Kriegs 1917–1921. Das Eiserne Kreuz wurde für „persönlichen Mut und Tapferkeit“ an diejenigen verliehen, die am Ersten Winterfeldzug teilnahmen. Die Ausgezeichneten wurden „Ritter des Ordens vom Eisernen Kreuz“ genannt. 3-4000 Mitglieder der ukrainischen Armee wurden damit ausgezeichnet. Der vollständige Titel der Auszeichnung lautet: „Eisernes Kreuz für den Winterfeldzug und die Schlachten“ (ukrainisch Залізний хрест за зимовий похід і бої).
Gemäß der Satzung der Verleihung des Eisernen Kreuzes wurde in der Bestimmung die Möglichkeit der Verleihung an Frauen aus dem Militärsanitätspersonal angegeben: „Krankenschwestern, Sanitäterinnen und anderes medizinisches Personal erhalten eine Wertmarke. Das Abzeichen gewährt die gleichen Rechte und Privilegien wie das Eiserne Kreuz.“ Die Wertmarke war dasselbe Kreuz, jedoch dreimal kleiner und wurde in einer gelb-blauen Fassung getragen.
Die Auszeichnung wurde nur mit Zustimmung des eigens geschaffenen Rates mit dem Namen „Eisernes Kreuz“ verliehen. Darunter waren Vertreter der am Feldzug beteiligten Einheiten (Atamane und Kosaken, jeweils einer vom Regiment). Außerdem wurde erstmals für eine Auszeichnung der Ukraine ein Verhaltenskodex für Preisträger festgelegt, dessen Verstöße strafrechtlich verfolgt werden konnten und dies zum Entzug der Auszeichnung führen konnte. In Abschnitt II Absatz 4 der Verordnung heißt es: „Personen, die das Eiserne Kreuz tragen, müssen dafür sorgen, dass kein Ritter dieses Kreuzes die Ehre der Kosaken schädigt. Jeder Ritter, der eine schändliche Tat begangen hat, wird auf Antrag mindestens eines Ritters vom Rat vor Gericht gestellt.“

## Insignien

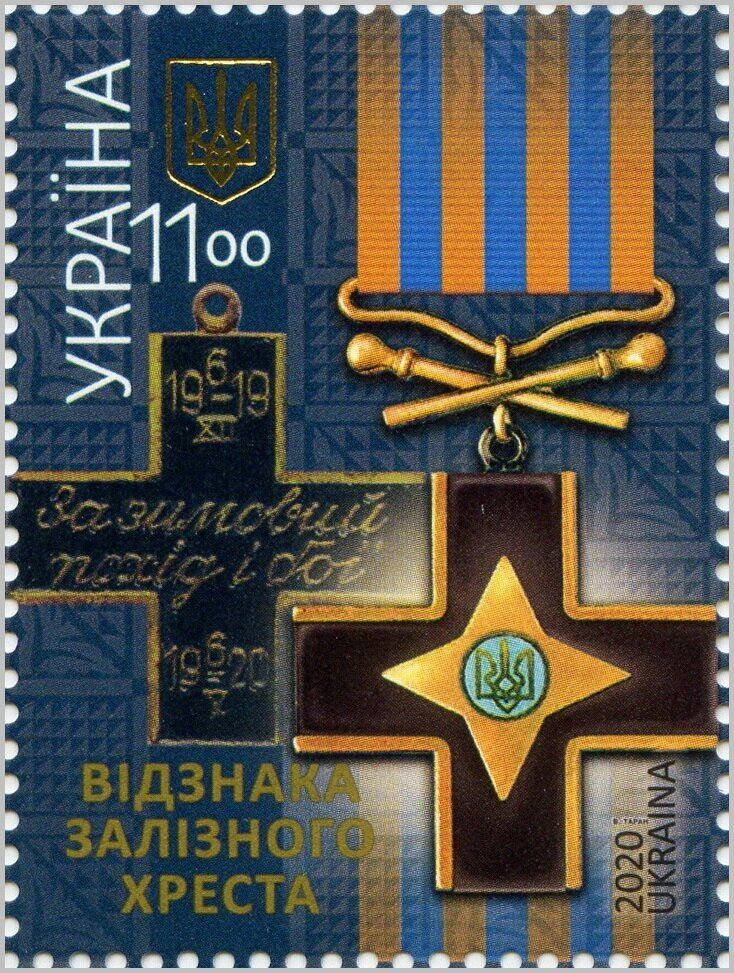
Briefmarke mit der Abbildung der Rück- und Vorderseite des Eisernen Kreuzes

Der Historiker Oleksandr Kutscheruk beschreibt das Eiserne Kreuz folgendermaßen:

„Das Eiserne Kreuz ist ganz einfach, rechteckig, im Inneren befinden sich eine Sonne und ein Dreizack, und auf der Rückseite steht geschrieben: „Für den Winterfeldzug“, dann – ein Datum und eine Nummer. Die erste Ausgabe war in einer eher begrenzten Anzahl erhältlich, und die nächste – eine Massenauflage von 5.000 – zeichnete sich dadurch aus, dass der Stern Strahlen hatte. Dann, viel später, gab es eine dritte Ausgabe, eine zusätzliche, die sogar noch geringere Kosten verursachte.“

## Nachwirkung
Das Eiserne Kreuz entspricht dem heutigen Orden für Tapferkeit.
Ein Eisernes Kreuz wurde im Mai 2008 bei einer Auktion in Moskau versteigert. Am 18. August 2020 gab die Ukrposhta eine Briefmarke heraus, die dem 100. Jahrestag des Ersten Winterfeldzugs gewidmet und auf dem das Eiserne Kreuz abgebildet war. Im Oktober 2020 wurde das Eiserne Kreuz bei einer Ausstellung über polnisch-ukrainische Militärkooperation im Historischen Museum in Lwiw gezeigt. In Ananjiw wurde ein Monument mit dem Bild des Eisernen Kreuzes errichtet.

## Träger und Trägerinnen (Auswahl)
- Petro Djatschenko (1895–1965), Militärführer[3]
- Andrij Hulyj-Hulenko (1886–?), Offizier und Partisanenführer[3]
- Mychajlo Omeljanowytsch-Pawlenko (1878–1952), Offizier der Kaiserlich-Russischen Armee, Generalleutnant der Ukrainischen Volksrepublik und im Zweiten Weltkrieg Kosaken-Hetman im Dienst der deutschen Wehrmacht[4]
- Charytyna Pekartschuk (1894–1973), Politische Aktivistin, Sanitäterin und Unteroffizierin; die erste von fünf Frauen, die diese Auszeichnung erhielten[5][10]
- Jurij Tjutjunnyk (1891–1930), Offizier, Politiker, Drehbuchautor und Schauspieler[3]
- Andrij Wowk (1882–1969), Offizier und Politiker